# Roger L. Stevens
Roger Lacey Stevens (Detroit, 12 de marzo de 1910- 2 de febrero de 1998) fue un productor teatral estadounidense, administrador de artes y ejecutivo de bienes raíces.
Fue presidente fundador del Centro John F. Kennedy para las Artes Escénicas, (1961) y  del Fondo nacional de las artes, (1965).
Nacido en Detroit, Michigan, Stevens fue educado en el Choate Rosemary Hall en Wallingford, Connecticut y en la Universidad de Míchigan. Produjo más de 100 obras de teatro y musicales  a lo largo de su carrera, incluidos West Side History, Bus Stop y La gata sobre el tejado de zinc (obra de teatro). En 1971 recibió el Premio Tony Especial por el conjunto de su obra.
Stevens era el administrador general del Actors Studio, así como uno de los productores de la Sociedad de Dramaturgos, miembro de la junta directiva del teatro nacional y de la academia americana. Y uno de los miembros de una empresa productora de Broadway que fundó en 1953 con Robert Whitehead y Robert Dowling. En 1961 el presidente John F. Kennedy le pidió ayuda para establecer un centro cultural natural y se convirtió en el presidente de la junta de síndicos del centro Kennedy desde 1961 hasta 1988.
En 1965 recibió una designación por parte del presidente Lyndon Johnson como primer presidente del consejo nacional de las artes, más tarde llamado fondo nacional de las artes.
Stevens se casó con Christine Stevens Gesell, fundadora del instituto del bienestar del animal en 1951. Se desempeñó como tesorero de la organización hasta su muerte en 1998.
En 1986 fue incluido en la sala de teatro americano de la fama.
El 13 de enero de 1988, Stevens fue galardonado con la medalla presidencial de la libertad por el presidente Ronald Reagan. En 1988, también fue galardonado con la Medalla Nacional de las Artes.

## Etapa de producciones
- Cristales Rotos, (1994), nominada al premio Tony,  mejor obra
- The Kentucky Cycle, (1993), nominada al premio Tony, mejor obra
- Ella me ama, (1993), nominada al premio Tony por el mejor reestreno de un musical
- Tierras de penumbra, (1990), nominada al premio Tony, mejor obra
- Muerte de un viajante, (1984), ganadora del premio Tony, mejor reproducción
- En tus pies, (1983), ganador del premio Tony, mejor reproducción, (obra o musical)
- Vodevil, (1979), nominada al premio Tony
- Trampa mortal, (1978), nominada al premio Tony,  mejor obra
- Viejos tiempos, (1971), nominada al premio Tony, mejor obra
- Indios, (1969), nominada al premio Tony, mejor obra
- La mitad de seis peniques, (1965, nominada al premio Tony, mejor musical
- Lenta danza en el campo de muerte, (1964), nominada al premio Tony, mejor productor de una obra
- Extraño interludio, (1963), nominada al premio Tony, mejor productor de una obra
- A Man for All Seasons, (1962), ganadora del premio Tony, mejor obra y mejor productor de una obra
- The Caretaker, (1961), nominada al premio Tony, mejor obra
- La visita de la anciana dama, (1958), nominada al premio Tony, mejor obra
- A Touch of the Poet, (1958), nominada al premio Tony, mejor obra
- West Side History, (1957), (por arreglo), nominada al premio Tony, mejor musical
- Time remembered, (1957), nominada al premio Tony, mejor obra
- The Rope Dancers, (1957), nominada al premio Tony, mejor obra
- Mesas separadas (obra de teatro), (1956), nominada al premio Tony, mejor obra
- The Waltz of the Toreadors, (1956), nominada al premio Tony, mejor obra
- Bus Stop, (1955), nominada al premio Tony, mejor obra
- La gata sobre el tejado de zinc, (1955), nominada al premio Tony, mejor obra